# Gaston Arman de Caillavet

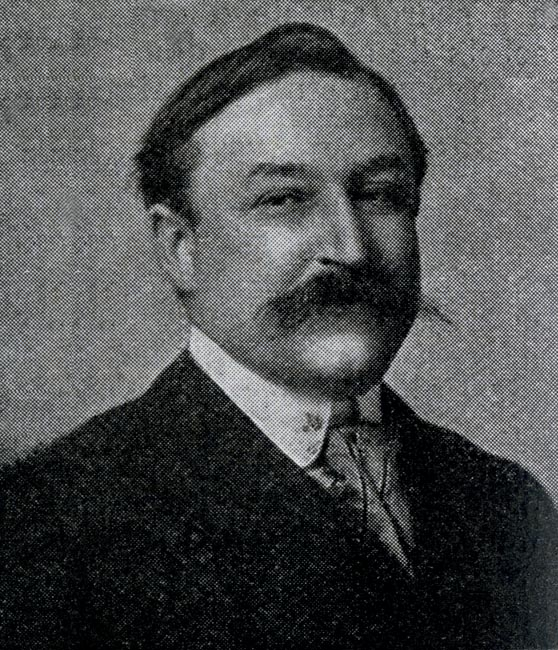
Gaston Arman de Caillavet

Gaston Arman de Caillavet (ur. 13 marca 1869 w Paryżu, zm. 13 stycznia 1915 w Essendiéras w departamencie Dordogne) – francuski dramatopisarz.
Wraz z Robertem de Flersem pisał lekkie komedie satyryczno-obyczajowe i wodewile należące do nurtu bulwarowego, które zyskały dużą popularność również w Polsce i w dwudziestoleciu międzywojennym weszły do stałego repertuaru wielu teatrów. Był oficerem lotnictwa, zginął w I wojnie światowej. Jego bardziej znane dzieła to Król (1908, wyst. pol. 1918) – sztuka ośmieszająca środowisko polityczne III Republiki Francuskiej, Zielony frak (1912, wyst. pol. 1920, a 1928 wyst. w przekładzie Jana Lechonia) – satyra na Akademię Francuską, Ładna historia (1913, wyst. pol. 1914), Pan Bretonneau (1914, wyst. pol. 1915).